# Monarda pringlei
Monarda pringlei es una especie de planta perteneciente a la familia Lamiaceae. El nombre del género Monarda, es en honor al médico y botánico Nicolás Monardes; y el epíteto honra la memoria del Botánico estadounidense Cyrus Guernsey Pringle, estudioso de la botánica de América del Norte y México.

## Descripción
Plantas erectas, usualmente de 50 a 95 cm de alto. Tallo sin ramificar, glabro. Diámetro de los nudos inferiores de 1,5 a 2 mm. Hojas de 50 a 90 mm de largo, de 18 a 23 mm de ancho, la parte más ancha cerca de la base del limbo; ápice de la hoja acuminado, base de la hoja redondeada; ambas caras de la hoja glabras; peciolos medianos de 4 a 9 mm de largo. Las brácteas rojas. Corola de color carmesí, pubescente; estambres glabros, de 15 a 20 mm de largo; sacos antéricos de 2,5 a 3,5 mm de largo; estilo glabro, de 30 a 40 mm de largo.

## Distribución
En México; Monterrey, Nuevo León;  Coahuila.

## Hábitat
Laderas sombreadas dominadas por pino y encino, sobre substrato calcáreo. Altura alrededor de 900 m s. n. m.